# Braziliaanse vespermuis
De Braziliaanse vespermuis (Calomys musculinus)  is een zoogdier uit de familie van de Cricetidae. De wetenschappelijke naam van de soort werd voor het eerst geldig gepubliceerd door Thomas in 1913.

## Voorkomen
De soort komt voor in Argentinië, Bolivia en Paraguay.